# Ludwig Foltz

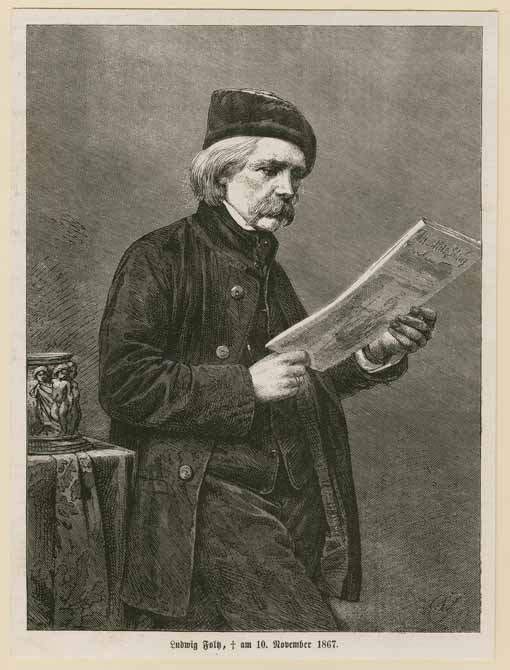
Ludwig Foltz.

Ludwig Foltz, född 23 mars 1809 i Bingen, död 10 november 1867 i München, var en tysk arkitekt och bildhuggare, bror till konstnären Philipp von Foltz.
Foltz var professor i ornamentik vid polytekniska skolan i München. Han byggde och restaurerade i medeltidsstilar.